# Nicaea civitas sacris monumentis illustrata
Nicaea civitas sacris monumentis illustrata ou en raccourci Nicaea civitas (en français : « La ville de Nice illustrée par ses monuments sacrés ») est le premier ouvrage écrit par Pierre Gioffredo. Il est édité à Turin en 1658. C'est le premier ouvrage sur l'histoire de Nice et du Comté de Nice.

## Historique
Poussé par le désir de découvrir les origines de Nice et les principaux événements, Pierre Gioffredo se met d'abord à recueillir les inscriptions disséminées dans les campagnes. Il étudie ensuite les documents situés dans les archives de Nice, du château, de l'évéché, de l'abbaye de Saint-Pons et de plusieurs communes du comté. L'ouvrage est terminé en 1657 et est publié en 1658 à Turin.
La réception de l'ouvrage est excellente. « Par cette publication le jeune abbé Pierre Gioffredo acquit une grande renommée. Les savants de l'époque s'empressèrent de le féliciter et de se mettre en rapport avec lui. Le docteur Antoine-Louis Audiberti, l'avocat Pierre-Antoine Trinchieri, le consul de Saorge J.B. Planavia, le prêtre Michel-Ange Giuglaris et l'académicien Jacob Giofredo lui dédiaient des pièces en vers latins et italiens. ». Au XIXe siècle, Thomas Vallauri, professeur d'éloquence latine à l'université de Turin, a consacré, dans ses ouvrages, plusieurs pages remarquables à Pierre Gioffredo.
Après la publication de l'ouvrage, le duc de Savoie Charles-Emmanuel invite Pierre Gioffredo à Turin. Le 20 mars 1662, il le nomme historien de la maison de Savoie et ordonne à tous les ministres, magistrats, gouverneurs, conservateurs des archives de lui faciliter les recherches nécessaires à ses études en mettant toutes les archives à sa disposition.

## Structure de l'ouvrage
L'ouvrage est divisé en deux parties : les prolégomènes composés de 21 chapitres et une seconde partie Nicaea civitas divisée elle-même en deux sous-parties,.

### Prolegomena
Prolegomena : Niciensis urbis, dioecesis, comitatus noticia [« Prolégomènes : Notice sur la ville de Nice, son diocèse, son comté »]
- Chapitre I : Situation de la ville de Nice - Limites entre la Gaule et l'Italie
- Chapitre II : Origine du nom de Nice - Différents noms donnés à notre ville par les auteurs
- Chapitre III : Fondation de la ville de Nice par les Grecs de Marseille
- Chapitre IV : Nice contemporaine de Cimié - Ancienneté de ces deux villes
- Chapitre V : Origine du nom de Cimié, ville détruite, voisine de Nice - Différents noms donnés à cette ville - Que faut-il entendre par les mots Cemenaeum, Cemeni Montes ?
- Chapitre VI : Les peuples Védantiens, Chevelus, Alpins, Liguriens, Saliens habitant jadis la région cémélienne niçoise
- Chapitre VII : Cimié jadis métropole des Alpes-Maritimes, siège des Préfets, fréquenté par les Romains
- Chapitre VIII : La noblesse, le Sénat, les collèges de Cimié
- Chapitre IX : Anciens vestiges : l'amphithéâtre, les aqueducs, les thermes
- Chapitre X : Les temples des Dieux, l'ancien cultes des habitants, les vestiges, les épitaphes, les monnaies
- Chapitre XI : Le Var ; le Paulon, fleuve niçois ; sources les plus importantes, agrément de territoire ; génie des habitants ; ressources naturelles
- Chapitre XII : Des guerres dans le territoire de Nice sous les Marseillais et les Romains
- Chapitre XIII : Destruction de Céménélion - Défaites des Niçois par les Barbares
- Chapitre XIV : Gloires de la ville de Nice sous les Princes savoyards : le théâtre - le Collège des jurisconsultes - le Sénat
- Chapitre XV : Les régions maritimes de Nice - Qu'est-ce que le Port d'Hercule ? Passage d'Hercule dans les Alpes-Maritimes
- Chapitre XVI : Trophées d'Auguste, près de Nice, dans les Alpes-Maritimes
- Chapitre XVII : Villes et paroisses du Comté et du diocèse de Nice
- Chapitre XVIII : Autres localités du Comté de Nice comprises dans les diocèses étrangers
- Chapitre XIX : Antiquité et éclat de la foi chrétienne des habitants de Cimiez et de Nice
- Chapitre XX : État présent de l'Église de Nice : maisons religieuses, hôpitaux, confréries, chapelles publiques, Monts-de-Piété
- Chapitre XXI : Des Saints protecteurs de la ville de Nice

### Pars prima
Pars prima : De viris sanctis et pietate illustribus, niciensis urbis, diœcesis, comitatus [« Première partie : Des hommes saints et illustres par leur piété, de la ville de Nice, du diocèse et du comté de Nice »].
- Titre I : Saint Celse, martyr, citoyen de Céménélion
- Titre II : Saint Bassus, premier évêque de Nice
- Titre III : Saints Tryphon & Respicius, martyrs de Nice
- Titre IV : Saint Pons, martyr de Céménélion, et selon quelques-uns, évêque de la même ville
- Titre V : Saint Vincent et Saint Oronce, martyrs citoyens de Cimiez
- Titre VI : Sainte Dévote, vierge et martyre de Nice, dont le tombeau est à Monaco
- Titre VII : Saint Valérien, confesseur, évêque de Cimiez
- Titre VIII : Saint Valère, confesseur, évêque de Nice
- Titre IX : Saint Dutherius, martyr, évêque de Nice
- Titre X : Saint Hospitius, confesseur, abbé de Nice
- Titre XI : Saint Syagrius, confesseur, évêque de Nice, premier abbé du monastère de Saint-Pons
- Titre XII : Bienheureux Ioannes de Matta, fondateur de l'ordre de la sainte trinité pour la rédemption des captifs
- Titre XIII : Hugo de Sancto Caro SRE, cardinal
- Titre XIV : Franciscus de Mayronis, docteur en théologie de l'ordre des mineurs
- Titre XV : Bienheureux Antonius Gallus Nicien, de l'rdre des ermites de Saint Augustin
- Titre XVI : Emmanuel Lascaris, du comté de Tende, de l'ordre cartusien
- Titre XVII : Marcus a Nicia, de l'ordre des mineurs
- Titre XVIII : Bienheureux Hieronymus Garibbi, Niçois, de l'ordre des mineurs, conv. s. franc
- Titre XIX : Maximinus Bergalia, de l'ordre des Carmélites
- Titre XX : Petrus Guirardus, de l'ordre des Carmélites
- Titre XXI : Bienheureux Andræas Robertus, martyr, de l'ordre des mineurs
- Titre XXII : Joseph Martini, de la Compagnie de Jésus
- Titre XXIII : Anselmus Paris, de l'ordre des mineurs
- Titre XXIV : Petrus Vento, de l'ordre des Capucins

### Pars secunda
Pars secunda : De episcopis niciensibus et cemenelensibus [« Seconde partie : Des évêques de Nice et de Cimiez »].
- Chapitre I : Prolegomena : Antiquorum de episcopis niciensibus filentium, quinam de ijs recentioribus scripferint [« Parmi les anciens qui ont écrit sur les évêques, qui a écrit sur eux plus récemment ? »].
- Chapitre II : Antiquitas episcopatus niciensis, & Cemenelensis, quis primus niciensis episcopus [« L'antiquité de l'épiscopat de Nice et de Cimiez, qui fut le premier évêque de Nice »].

- 1 : Saint Bassus
- 2 : Saint Pontius (Pons) I
- 3 : Amantius
- 4 : Saint Valerianus
- 5 : Saint Valerius
- 6 : Auxianus
- 7 : Saint Dutherius
- 8 : Magnus
- 9 : Austadius
- 10 : Catholinus
- 11 : Saint Syagrius
- 12 : Froddonius
- 13 : Bernardus I
- 14 : Pontius II
- 15 : Gaufredus
- 16 : Pontius III
- 17 : Andræas I
- 18 : Nitardus I
- 19 : Andræas II
- 20 : Raimundus I
- 21 : Bernus
- 22 : Archinbaldus
- 23 : Isnardus
- 24 : Isoardus
- 25 : Petrus I
- 26 : Arnaldus
- 27 : Raimundus Laugerius
- 28 : Petrus II
- 29 : Ioannes I
- 30 : Henricus I
- 31 : Sancius
- 32 : Henricus II
- 33 : Meynfredus
- 34 : Petrus Bonus III
- 35 : Ioannes II
- 36 : Hugo
- 37 : Bernardus de Chiabaudis II
- 38 : Nitardus II
- 39 : Rostagnus
- 40 : Ioannes III
- 41 : Guigliemus ou Guillielmus I
- 42 : Philippus Gastonius
- 43 : Guiglielmus Amesini
- 44 : Petrus Sardine IV
- 45 : Laurentius Pictoris
- 46 : Ioannes IV
- 47 : Roccasalua
- 48 : Ioannes de Tornaforte V
- 49 : Franciscus I
- 50 : Ludovicus I
- 51 : Ioannes VI
- 52 : Antonius
- 53 : Haymo I
- 54 : Ludovicus Badatus
- 55 : Haymo Provana II
- 56 : Henricus III
- 57 : Bartholomæus Chuetti
- 58 : Ioannes Uriolus VII
- 59 : Augustinus Ferrerius
- 60 : Hyeronymus Arsagus I
- 61 : Nicolaus
- 62 : Philippus II
- Bonifacius Ferrerius, cardinal
- 63 : Hyeronymus Arsagus II
- 64 : Ioannes Baptista Provana
- 65 : Hyeronymus de Capite Ferreo
- 66 : Philippus III
- 67 : Franciscus Lambertus II
- 68 : Ioannes Ludovicus Pallavicinus
- 69 : Franciscus Rasinus dit Martinengus
- 70 : Petrus Franciscus Malletus
- 71 : Iacobinus Marengus
- 72 : Desiderius Palletis

- Monasterri S. Pontii. Niciensis abbatum series chronologica [«  Monastère de Saint-Pons. Série chronologique des abbés de Nice »].

## Éditions
La 1re édition est imprimée à Turin par Jean-Claude Rustis sous forme d'un volume in-4° de 218 pages.
L'ouvrage est réimprimé à Leyde en 1723 par Johann Georg Grævius dans la collection Thesaurus antiquitatum  et Historiarum Italiae annoté par le philologue hollandais Pierre Burmann.

## Traduction
La traduction du Nicaea civitas est commencée par Henri Sappia et parait chapitre après chapitre dans la revue Nice Historique à partir de 1905. Elle s'interrompt soudainement en juillet 1906 par le décès d'Henri Sappia intervenu le 29 septembre 1906. Elle est reprise en février 1910 par le chanoine Antoine-Joseph Rance-Bourrey qui termine la traduction des Prolégomènes en novembre 1911. Antoine-Joseph Rance-Bourrey ne s'attelle à la traduction de la seconde partie de l'ouvrage qu'à partir de 1931, mais celle-ci s'arrête en 1936 par le décès d'Antoine-Joseph Rance-Bourrey intervenu le 27 juillet 1937.
- Henri Sappia, « Nicaea Civitas de Pierre Gioffredo : Chapitre I (début) », Nice Historique, 8e année no 2,‎ 15 janvier 1905, p. 28-29 (lire en ligne, consulté le 28 janvier 2024).

- « Chapitre I (suite et fin) », NH, 8e année no 4,‎ 15 février 1905, p. 49-52 (lire en ligne).
- « Notes au chapitre I », NH, 8e année no 6,‎ 15 mars 1905, p. 82-85 (lire en ligne).
- « Chapitre II », NH, 8e année no 7,‎ 1er avril 1905, p. 97-100 (lire en ligne).
- « Notes au chapitre II », NH, 8e année no 8,‎ 15 avril 1905, p. 113-114 (lire en ligne).
- « Chapitre III », id, 8e année no 9,‎ 1er mai 1905, p. 131-133 (lire en ligne).
- « Notes au chapitre III », NH, 8e année no 10,‎ 15 mai 1905, p. 145-146 (lire en ligne).
- « Chapitre IV », NH, 8e année no 11,‎ 15 juin 1905, p. 167-170 (lire en ligne).
- « Notes au chapitre IV », NH, 8e année no 12,‎ 15 juillet 1905, p. 177-179 (lire en ligne).
- « Chapitre V (début) », NH, 8e année no 13,‎ 15 août 1905, p. 199-201 (lire en ligne).
- « Chapitre V (suite et fin) », NH, 8e année no 15,‎ 1er octobre 1905, p. 225-231 (lire en ligne).
- « Notes au chapitre V », NH, 8e année no 16,‎ 15 octobre 1905, p. 241-243 (lire en ligne).
- « Chapitre VI (début) », NH, 8e année no 18,‎ 15 novembre 1905, p. 273-274 (lire en ligne).
- « Notes au chapitre VI (début) », NH, 8e année no 19,‎ 1er décembre 1905, p. 291-294 (lire en ligne).
- « Chapitre VI (suite et fin) », NH, 8e année no 20,‎ 15 décembre 1905, p. 305-307 (lire en ligne).
- « Notes au chapitre VI (suite et fin) », NH, 9e année no 1,‎ 1er janvier 1906, p. 10-12 (lire en ligne).
- « Chapitre VII », NH, 9e année no 4,‎ 15 février 1906, p. 49-52 (lire en ligne).
- « Notes au chapitre VII », NH, 9e année no 6,‎ 15 mars 1906, p. 82-84 (lire en ligne).
- « Chapitre VIII », NH, 9e année no 8,‎ 1er avril 1906, p. 97-98 (lire en ligne).
- « Notes au chapitre VIII », NH, 9e année no 9,‎ 1er mai 1906, p. 137-138 (lire en ligne).
- « Chapitre IX », NH, 9e année no 10,‎ 15 mai 1906, p. 154-155 (lire en ligne).
- « Notes au chapitre IX », NH, 9e année no 11,‎ 15 mai 1906, p. 179-181 (lire en ligne).
- « Chapitre X », NH, 9e année no 12,‎ 15 juillet 1906, p. 189-192 (lire en ligne).

- Antoine-Joseph Rance-Bourrey, « Nicaea Civitas de Pierre Gioffredo : Chapitre XI (début) », Nice Historique, 13e année no 4,‎ 15 février 1910, p. 77-80 (lire en ligne, consulté le 28 janvier 2024).

- « Chapitre XI (suite) », NH, 13e année no 5,‎ 1er mars 1910, p. 97-100 (lire en ligne).
- « Chapitre XI (suite et fin) », NH, 13e année no 6,‎ 15 mars 1910, p. 115-118 (lire en ligne).
- « Chapitre XII », NH, 13e année no 7,‎ 1er avril 1910, p. 136-140 (lire en ligne).
- « Chapitre XIII (début) », NH, 13e année no 9,‎ 1er mai 1910, p. 178-180 (lire en ligne).
- « Chapitre XIII (suite et fin) », NH, 13e année no 10,‎ 15 mai 1910, p. 204-206 (lire en ligne).
- « Chapitre XIV (début) », NH, 13e année no 12,‎ 1er juillet 1910, p. 252-254 (lire en ligne).
- « Chapitre XIV (suite et fin) et chap. XV (début) », NH, 13e année no 13,‎ 1er août 1910, p. 267-271 (lire en ligne).
- « Chapitre XV (suite et fin) », NH, 13e année no 14,‎ 1er septembre 1910, p. 287-289 (lire en ligne).
- « Chapitre XVI (début) », NH, 13e année no 15,‎ 1er octobre 1910, p. 308-312 (lire en ligne).
- « Chapitre XVI (suite) », NH, 13e année no 16,‎ 15 octobre 1910, p. 330-332 (lire en ligne).
- « Chapitre XVI (suite et fin) et chap. XVII (début) », NH, 13e année no 17,‎ 1er novembre 1910, p. 341-346 (lire en ligne).
- « Chapitre XVII (suite et fin) », NH, 13e année no 18,‎ 15 novembre 1910, p. 362-368 (lire en ligne).
- « Chapitre XVIII », NH, 13e année no 19,‎ 1er décembre 1910, p. 385-391 (lire en ligne).
- « Chapitre XIX », NH, 14e année no 1,‎ 1er janvier 1911, p. 15-20 (lire en ligne).
- « Chapitre XX et chap. XXI (début) », NH, 14e année no 2,‎ 15 janvier 1911, p. 34-36 (lire en ligne).
- « Chapitre XXI (suite) », NH, 14e année no 4,‎ 1er février 1911, p. 55-56 (lire en ligne).
- « Chapitre XXI (suite et fin) », NH, 14e année no 4 (en fait 5),‎ 15 février 1911, p. 78-80 (lire en ligne).
- « Pièces liminaires », NH, 14e année no 5 (en fait 6),‎ 1er mars 1911, p. 98-100 (lire en ligne).
- « L'auteur au lecteur », NH, 14e année no 8,‎ 15 avril 1911, p. 161-164 (lire en ligne).
- « Notes bibliographique », NH, 14e année no 18,‎ 15 novembre 1911, p. 377-388 (lire en ligne).

- Antoine-Joseph Rance-Bourrey, « Nicaea Civitas de Pierre Gioffredo : Introduction et partie I Titre I », Nice Historique, 33e année nos 1-2,‎ janvier-février-mars-avril 1931, p. 10-30 (lire en ligne, consulté le 29 janvier 2024).

- « Partie I Titre II », NH, 33e année no 5,‎ septembre-octobre 1931, p. 207-218 (lire en ligne).
- « Partie I Titre III », NH, 33e année no 6,‎ novembre-décembre 1931, p. 299-304 (lire en ligne).
- « Partie I Titre IV », NH, 34e année no 1,‎ janvier-février 1932, p. 32-47 (lire en ligne).
- « Partie I Titre V », NH, 35e année no 1,‎ janvier-février 1933, p. 28-32 (lire en ligne).
- « Partie I Titre VI (début) », NH, 37e année no 4,‎ juillet-août 1934, p. 124-125 (lire en ligne).
- « Partie I Titre VI (suite et fin) », NH, 37e année no 5,‎ septembre-octobre 1934, p. 148-151 (lire en ligne).
- « Partie I Titre VII », NH, 38e année no 5,‎ septembre-octobre 1935, p. 154-155 (lire en ligne).
- « Partie I Titre VIII », NH, 39e année no 3,‎ mai-juin 1936, p. 87-88 (lire en ligne).
- « Partie I Titre IX », NH, 39e année no 4,‎ juillet-août 1936, p. 127-128 (lire en ligne).